# دایتو
دایتو (انگلیسی: Daito) شرکت املاک و مستغلات ژاپنی است، که در سال ۱۹۷۴ تأسیس شد.